# Malé Lednice
Malé Lednice é um município da Eslováquia, situado no distrito de Považská Bystrica, na região de Trenčín. Tem 15,11 km² de área e sua população em 2018 foi estimada em 514 habitantes.

## Demografia
| Ano:        | 1994 | 2004   | 2014   | 2024   |
| ----------- | ---- | ------ | ------ | ------ |
| Broj ljudi: | 530  | 528    | 507    | 494    |
| Razlika:    |      | -0,37% | -3,97% | -2,56% |

| Ano:               | 2023 | 2024   |
| ------------------ | ---- | ------ |
| Número de pessoas: | 489  | 494    |
| Diferença:         |      | +1,02% |